# Kaempferol 3-O-β-D-rutinoside
Kaempferol-3-O-rutinósido con fórmula química C27H30O15, es un glucósido de flavonol de sabor amargo. Se puede aislar de los rizomas del helecho Selliguea feei.